# Spiel ohne Grenzen 1966
Die 2. Ausgabe von Spiel ohne Grenzen wurde von den vier gleichen Ländern wie bei der ersten Ausgabe 1965 bestritten: Deutschland, Italien, Frankreich und Belgien. Diesmal aber stellte jedes Land fünf statt drei Städte. So fanden 10 Vorrunden statt, bevor es in die zwei Halbfinale ging. Wieder qualifizierte sich je Land die Stadt mit der höheren erzielten Differenz zu ihrem jeweiligen Gegner. Auch wurden nach sechs Spielrunden wieder vier Fragen in der Fragerunde gestellt. Die Schweiz amtete erneut als neutrale Jury. Zum ersten Mal als Schiedsrichter dabei war Guido Pancaldi, der dieses Amt bis 1982 ausübte.

## 1. Runde
Die 1. Spielrunde wurde am 1. Juni 1966 in Eschwege und im französischen Arcachon ausgetragen. Mit 7:5 ging die französische Mannschaft aus Arcachon nach den 6 Spielrunden in die Fragerunden. Hier lagen beide Teams bei einer 1-Punkt-Frage falsch und so mussten die Deutschen eine 3-Punkte-Frage wählen, die sie falsch beantworteten. So war der Sieg der Franzosen schon vor ihrer Frage sicher. Ihre 1-Punkt-Frage wurde richtig beantwortet, und so gewannen sie mit einem Unterschied von 6 Punkten diese Runde.
| Platz | Land        | Stadt    | Punkte |
| ----- | ----------- | -------- | ------ |
| 1.    | Frankreich  | Arcachon | 7      |
| 2.    | Deutschland | Eschwege | 1      |

## 2. Runde
Am 8. Juni 1966 fand die nächste Runde im belgischen Antoing und im italienischen Tivoli statt. Schon nach den Spielrunden lagen die Belgier mit 11:1 in Führung und der Sieg war ihnen sicher, da sie nur auf eine 1-Punkt-Frage ausweichen mussten. Am Schluss siegten sie mit 13:1.
| Platz | Land    | Stadt   | Punkte |
| ----- | ------- | ------- | ------ |
| 1.    | Belgien | Antoing | 13     |
| 2.    | Italien | Tivoli  | 1      |

## 3. Runde
Die dritte Runde fand am 15. Juni 1966 in Menton und Montecatini Terme statt. Auch hier war das Spiel, mit 10:2, praktisch schon vor der Fragerunde für die Italiener entschieden. Die Franzosen rutschten sogar in den Minusbereich ab, da sie beide 3-Punkte-Fragen falsch beantworteten. Sie waren auch die erste Mannschaft, die kein einziges Spiel gewinnen konnte. Ihre gewonnenen 2 Punkte waren zwei Unentschieden. Das ganze Spiel war auch von Verzögerungen, Schäden an den Spielgeräten und der komplizierten Wertung überschattet.
| Platz | Land       | Stadt             | Punkte |
| ----- | ---------- | ----------------- | ------ |
| 1.    | Italien    | Montecatini Terme | 10     |
| 2.    | Frankreich | Menton            | - 4    |

## 4. Runde
Am 22. Juni 1966 war Spiel ohne Grenzen in Erkelenz und in Ath zu Gast. Mit einem 7:5-Vorsprung ging das deutsche Team in die Fragerunde. Bei der ersten Frage patzten die Deutschen bei der 1-Punkt-Frage. Die Belgier konnten ihre beiden 3-Punkte-Fragen richtig beantworten und das Spiel zu ihren Gunsten drehen. Die letzte Frage für Deutschland entschied nur noch über die Höhe ihrer Niederlage.
| Platz | Land        | Stadt    | Punkte |
| ----- | ----------- | -------- | ------ |
| 1.    | Belgien     | Ath      | 11     |
| 2.    | Deutschland | Erkelenz | 7      |

## 5. Runde
Am 29. Juni 1966 wurde in Jambes/Belgien und im französischen Fougères die 5. Runde ausgetragen. Schon vor der Fragerunde war auch dieses Spiel praktisch entschieden. Mit 10:2 führten die Belgier ganz klar. Antoing hatte in der zweiten Runde 12 Punkte erreicht. Mit der richtigen Antwort bei der 3-Punkte-Frage bauten die Belgier ihren Vorsprung weiter aus. Die Franzosen patzten zweimal bei der 3-Punkte-Frage und stürzten in den Minuspunktestand. Die falsche Antwort bei der 1-Punkt-Frage von Jambes viel da nicht mehr ins Gewicht. Sie erreichten einen Vorsprung von 16 Punkten und qualifizierten sich für das Halbfinale.
| Platz | Land       | Stadt    | Punkte |
| ----- | ---------- | -------- | ------ |
| 1.    | Belgien    | Jambes   | 12     |
| 2.    | Frankreich | Fougères | - 4    |

## 6. Runde
Die nächste Qualifikationsrunde wurde am 6. Juli 1966 im Klosterhof in Rebdorf, einem Ortsteil von Eichstätt, und im Jachthafen im italienischen Alassio ausgetragen. Nach den sechs Spielrunden führten die Eichstätter mit 10:2 und konnten sich mit der richtigen Antwort bei der 1-Punkt-Frage endgültig den Sieg sichern. Die Italiener rutschten mit zwei falschen Antworten tief ins Minus. Mit 16 Punkten Vorsprung erreichten die Deutschen das Halbfinale.
| Platz | Land        | Stadt     | Punkte |
| ----- | ----------- | --------- | ------ |
| 1.    | Deutschland | Eichstätt | 12     |
| 2.    | Italien     | Alassio   | - 4    |

## 7. Runde
Am 3. August 1966 wurde in Glückstadt und im französischen Bagnères-de-Bigorre die 7. Runde ausgetragen. Mit 7:5 lagen die Franzosen in Führung vor der Fragerunde. Beide beantworteten ihre 3-Punkte-Frage richtig und es stand 10:8. Glückstadt scheiterte danach an der zweiten 3-Punkte-Frage, und so war den Franzosen der Sieg nicht mehr zu nehmen.
| Platz | Land        | Stadt               | Punkte |
| ----- | ----------- | ------------------- | ------ |
| 1.    | Frankreich  | Bagnères-de-Bigorre | 13     |
| 2.    | Deutschland | Glückstadt          | 5      |

## 8. Runde
Am 10. August 1966 waren Todi und Malmedy Gastgeber von Spiel ohne Grenzen. Mit einem 6:6 nach der 6. Spielrunde musste die Fragerunde die Entscheidung bringen. Die Italiener und die Belgier hatten alle ihre Heimspiele gewonnen, was bisher noch nie in den vorangegangenen Spielen passiert war. Bei der Fragerunde patzten die Belgier bei ihrer 3-Punkte-Frage. Den Italienern reichte danach, zweimal mit der 1-Punkt-Frage den Sieg ins Trockene zu bringen. Da nützten den Belgiern die 3 Punkte mit der letzten Frage auch nichts mehr.
| Platz | Land    | Stadt   | Punkte |
| ----- | ------- | ------- | ------ |
| 1.    | Italien | Todi    | 8      |
| 2.    | Belgien | Malmedy | 6      |

## 9. Runde
Am 17. August 1966 stand die zweitletzte Vorrunde in Procida/Italien und Malo-les-Bains/Frankreich auf dem Programm. Mit einem 6:6 ging es in die Fragerunde. Die Franzosen beantworteten ihre erste 3-Punkte-Frage richtig. Die Italiener konnten ihre zwei folgenden Fragen nicht korrekt beantworten und kamen wieder auf 0 Punkte. Die Franzosen hatten am Schluss 10 Punkte Vorsprung  und konnten sich für das Halbfinale qualifizieren
| Platz | Land       | Stadt          | Punkte |
| ----- | ---------- | -------------- | ------ |
| 1.    | Frankreich | Malo-les-Bains | 10     |
| 2.    | Italien    | Procida        | 0      |

## 10. Runde
Am 24. August 1966 stand die Letzte Vorrunde in Sennestadt und im belgischen Huy auf dem Programm. Die deutsche Mannschaft ging mit einer 10:2-Führung in die Fragerunde, sie hatten die ersten fünf Spiele alle gewonnen. Das hat vorher und Nachher niemand mehr geschafft. Die Chancen auf eine Halbfinalqualifikation waren da. Der Bürgermeister wählte aber nur eine 1-Punkt-Frage, und so stand es 11:2. Die Belgier konnten danach mit ihren Fragen 6 Punkte holen. Um sich den Sieg zu sichern, wählten die Deutschen wieder die 1-Punkt-Frage, die sie falsch beantworteten. So gewannen sie mit 10:8.
| Platz | Land        | Stadt      | Punkte |
| ----- | ----------- | ---------- | ------ |
| 1.    | Deutschland | Sennestadt | 10     |
| 2.    | Belgien     | Huy        | 8      |

## 1. Halbfinale
Das 1. Halbfinale fand am 31. August 1966 in Malo-les-Brains und Jambes statt. Die Belgier konnten mit einem 8:4 in die Fragerunde starten. Die Fragerunde brachte aber keine Veränderung am Endergebnis mehr.
| Platz | Land       | Stadt          | Punkte |
| ----- | ---------- | -------------- | ------ |
| 1.    | Belgien    | Jambes         | 8      |
| 2.    | Frankreich | Malo-les-Bains | 4      |

## 2. Halbfinale
Im 2. Halbfinale standen sich am 7. September 1966 Eichstätt und Montecatini Terme gegenüber. Die deutsche Mannschaft konnte sich knapp mit 12:10 durchsetzen.
| Platz | Land        | Stadt             | Punkte |
| ----- | ----------- | ----------------- | ------ |
| 1.    | Deutschland | Eichstätt         | 12     |
| 2.    | Italien     | Montecatini Terme | 10     |

## Finale
Das Finale fand am 14. September 1966 in Jambes und im Kloster Rebdorf statt.  Mit einer 7:5-Führung nach den Spielrunden ging es in die Fragerunden. Hier verlor die deutsche Mannschaft 3 Punkte wegen ihrer falschen Antwort und die Belgier führten plötzlich mit 5:4. Aber auch Jambes scheiterte an der 3-Punkte-Frage. So stand es 4:2 für Eichstätt. Mit ihrer zweiten Frage konnten die Belgier wieder mit 5:4 in Führung gehen. Eichstätt wählte nun eine „Alles oder Nichts“, eine 3-Punkte-Frage. Die Frage zu europäischen Schriftstellern und Dramatikern wurde richtig beantwortet und somit wurde Eichstätt zum ersten alleinigen Sieger von Spiel ohne Grenzen, nachdem sich bei der ersten Austragung 1965 die beiden Mannschaften den Sieg noch teilten.
| Platz | Land        | Stadt     | Punkte |
| ----- | ----------- | --------- | ------ |
| 1.    | Deutschland | Eichstätt | 7      |
| 2.    | Belgien     | Jambes    | 5      |